# Karl Albert Friedrich Mellin
Karl Mellin (* um 1861 in Dillenburg, Herzogtum Nassau; † 18. März 1932 in Berlin; vollständiger Name: Karl Albert Friedrich Mellin) war ein deutscher Architekt und preußischer Baubeamter.

## Leben
Karl Mellin war ein Sohn des Architekten und Baubeamten Gustav Mellin und dessen Ehefrau Anna Amalia Mellin geb. Bobbe. Er studierte an der Technischen Hochschule (Berlin-)Charlottenburg und bestand 1883/1884 das erste Staatsexamen, wobei ihm für besondere Leistungen eine Reiseprämie zuerkannt wurde. Anschließend erhielt eine Anstellung im Vorbereitungsdienst als Regierungsbauführer. Von 1884 bis 1889 lebte und arbeitete er in Köln, 1889 in Hamburg und 1890–1899 wieder in Köln. 1889 erhielt er, inzwischen nach dem bestandenen zweiten Staatsexamen zum Regierungsbaumeister (Assessor in der öffentlichen Bauverwaltung) ernannt, vom preußischen Ministerium der öffentlichen Arbeiten eine Reiseprämie für weitere Studien. Als Eisenbahn-Bau- und Betriebsinspektor war er ab 1900 in Berlin und ab 1907 in Düsseldorf tätig. 1912 wurde er als Mitglied der Königlichen Eisenbahndirektion Berlin zum Geheimen Baurat und Vortragenden Rat im Ministerium der öffentlichen Arbeiten ernannt. 1913 war er Bevollmächtigter Preußens für die Verhandlungen zum Bau einer Eisenbahn von Neustadt in Holstein nach Schwartau. Als er in den Ruhestand versetzt wurde, war er Ministerialrat und Geheimer Oberbaurat.

## Familie
Karl Mellin heiratete 1889 in Köln Bertha Sophia Flierdl (1870–1921). Der in Köln geborene Sohn Friedrich Albert Mellin (1891–1921) wurde Architekt und Baubeamter in Berlin.